# Resolució 2146 del Consell de Seguretat de les Nacions Unides
La Resolució 2146 del Consell de Seguretat de les Nacions Unides fou adoptada per unanimitat el 19 de març de 2014. A petició de Líbia, el Consell de Seguretat va prendre mesures contra l'exportació il·legal de petroli d'aquest país. D'aquesta manera, durant un any, els Estats membres podrien inspeccionar vaixells sospitosos i temporalment va quedar en la llista negra.
Els militants separatistes de Cirenaica, que pretenen que la regió, rica en petroli, sigui autònoma de Líbia, ocupen els tres ports de la regió i exporten petroli sense control del govern central. El tema va ser exposat pel primer ministre interí Ali Zeidan el març de 2013.

## Observacions
El govern libi va enviar una carta al Consell de Seguretat el 10 de març de 2014, expressant les seves preocupacions per l'exportació il·legal de petroli del país, ja que minava la seva autoritat i estabilitat. Es van donar suport als esforços de les autoritats líbies per controlar totes les instal·lacions petrolíferes i resoldre els problemes de seguretat a les fronteres. També es va assenyalar la importància de la Missió d'Assistència Fronterera de la Unió Europea per reforçar el control fronterer de Líbia.

## Actes
El Consell va condemnar els intents d'exportació il·legal de petroli. El govern libi inicialment havia de contactar amb l'estat del pavelló si es trobava un cas. També va demanar que es mantingués el Comitè de Sancions creat en resposta a la resolució 1970. Aquesta comissió havia d'informar els Estats membres i se'ls permetia inspeccionar vaixells a alta mar i retornar-los, si fos necessari, amb permís de Líbia i l'estat del pavelló. La comissió hauria d'incloure aquests vaixells en una llista negra per un període de 90 dies. En aquest període, l'Estat del pavelló hauria de prohibir que el vaixell carregués petroli libi i els altres països li haurien de negar l'accés als seus ports.
També es va instruir el grup d'experts que supervisaven les sancions contra Líbia per controlar les mesures adoptades en aquesta resolució. Per això, es va permetre al Secretari General ampliar el panell a sis experts. Finalment, es va decidir que les mesures preses s'aplicarien durant un any.